# Impatiens nubigena
Impatiens nubigena är en balsaminväxtart som beskrevs av W. W.Smith. Impatiens nubigena ingår i släktet balsaminer, och familjen balsaminväxter. Inga underarter finns listade i Catalogue of Life.